# Ерджіяс
Ерджіяс (тур. Erciyes Dağı; від дав.-гр. Ἀργαῖος; лат. Argaeus) — масивний стратовулкан, розташований за 25 км на південь від міста Кайсері в Туреччині.
Ерджіяс є найвищою горою в центральній Анатолії, з вершиною, що сягає 3916 м. Вона вважається найвищою вершиною Аладагларського хребта, північно-східного розширення Таврських гір на південь, і відноситься до Середземноморського геосинклінального поясу у Євразії.
Вулкан сильно зруйнований ерозією, але, можливо, вивергався порівняно недавно, в 253 р. до н. е., що може бути зображено на монетах  римської доби.
Страбон називав гору Argaeus (Ἀργαῖος); він писав, що її вершина ніколи не була вільна від снігу, і що ті, хто сходили на неї, повідомляли, що у дні з ясним небом бачили Чорне море на півночі і Середземне море на півдні.
Перше задокументоване успішне сходження було здійснено Вільямом Джоном Гамільтоном у 1837 році. Однак, на вершині є деякі історичні написи і символи на скелях, що вказують на ще ранішу людську присутність. Недалеко від вершини є дві печери, з яких принаймні одна мала бути розширена людьми. Гадають, що ченці в історичні часи побували на вершині кілька разів.
На горі є можливості для занять зимовими видами спорту, зазвичай доступні з сусіднього міста Кайсері.

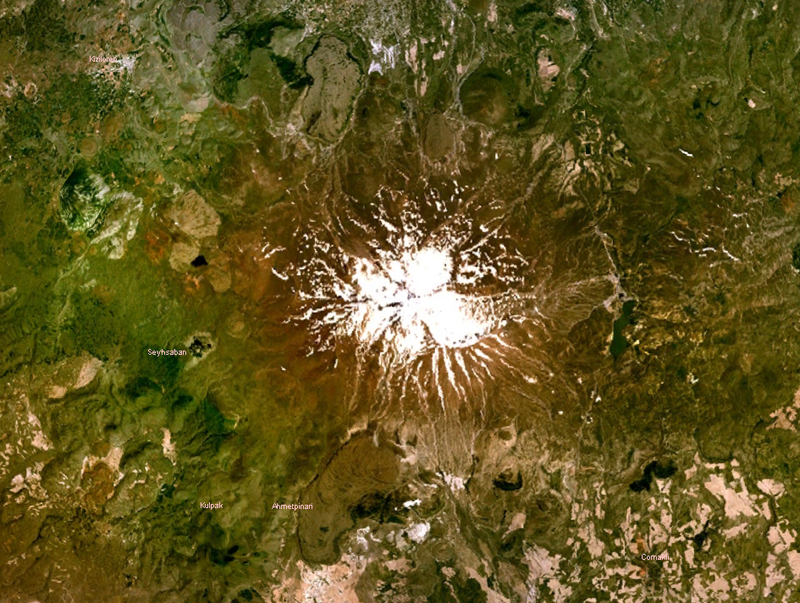
Супутниковий знімок гори Ерджіяс, 31 березня 2005
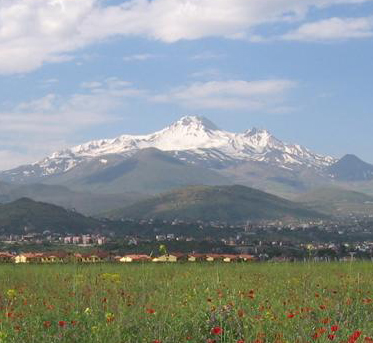
Вершина гори Ерджіяс.